# دوه‌چی علیا
دوه‌چی علیا  روستایی است که در استان اردبیل، شهرستان مشگین‌شهر، بخش ارشق، دهستان ارشق شمالی قرار دارد.

## جمعیت
بر اساس سرشماری سال ۱۴۰۰ جمعیت این روستا ۹۰۷ نفر با ۲۱۰ خانوار بوده‌است.